# توئوکو ماچیدا
توئوکو ماچیدا (انگلیسی: Touko Machida؛ زادهٔ) فیلم‌نامه‌نویس، و مؤلف (پدیدآور) اهل ژاپن است. وی از سال ۲۰۰۱ میلادی تاکنون مشغول فعالیت بوده‌است.